# 安平州
安平州是宋代廣南西路邕州所置的一個羈縻州，皇祐元年四月壬申改波州置。其轄地在今廣西省、越南邊境一帶地方，是宋代招撫當地土著所設置的州縣，一般由其頭人任州官。